# Azerbeidzjaanse voetbalbeker 2009/10
De Azerbeidzjaanse voetbalbeker 2009/10 was het zeventiende seizoen van dit voetbaltoernooi. Het begon op 17 september 2009 en eindigde met de finale op 22 mei 2010 in het Tofikh Bakhramovstadion in Bakoe. FK Qarabağ was de titelverdediger.

## 1/16 Finale
De heenwedstrijden werden op 17 september gespeeld, de terugwedstrijden op 22 en 23 september.
| Team 1                | Tot. | Team 2       | 1e wedstr. | 2e wedstr. |
| --------------------- | ---- | ------------ | ---------- | ---------- |
| FK Gäncä              | 3-1  | Ravan Bakoe  | 1-1        | 2-0        |
| ANSAD-Petrol Neftçala | 3-4  | Sahdag Qasar | 1-1        | 2-3        |
| FK MKT Araz Imishli   | 2-5  | Bakili Bakoe | 1-3        | 1-2        |
| MOIK Bakoe            | 2-3  | Neftchi ISM  | 2-1        | 0-2        |

## 1/8 Finale
De heenwedstrijden werden op 4 en 5 november gespeeld, de terugwedstrijden op 11 en 12 november.
| Team 1             | Tot. | Team 2           | 1e wedstr. | 2e wedstr. |
| ------------------ | ---- | ---------------- | ---------- | ---------- |
| FK Simurq Zaqatala | 3-0  | FK Gäncä         | 2-0        | 1-0        |
| Olimpik-Şüvəlan    | 2-1  | Qäbälä PFK       | 2-0        | 0-1        |
| FK Qarabağ         | 4-0  | Sahdag Qasar     | 4-0        | 0-0        |
| FK Khazar Lenkoran | 4-1  | FK Mughan        | 3-1        | 1-0        |
| FK Bakoe           | 6-0  | Bakili Bakoe     | 6-0        | 0-0        |
| Standard Sumgayit  | 3-1  | PFK Turan Tovuz  | 3-1        | 0-0        |
| Neftçi Bakoe       | 7-0  | Neftchi ISM      | 5-0        | 2-0        |
| FK Inter Bakoe     | 7-2  | FK Karvan Yevlax | 4-0        | 3-2        |

## Kwartfinale
De heenwedstrijden werden op 6 en 7 maart gespeeld, de terugwedstrijden op 17 en 18 maart.
| Team 1             | Tot.         | Team 2             | 1e wedstr. | 2e wedstr. |
| ------------------ | ------------ | ------------------ | ---------- | ---------- |
| FK Simurq Zaqatala | 0-0 ns (2-4) | Olimpik-Şüvəlan    | 0-0        | 0-0 nv     |
| FK Qarabağ         | 2-2 (u)      | FK Khazar Lenkoran | 2-1        | 0-1        |
| FK Bakoe           | 4-2          | Standard Sumgayit  | 1-1        | 3-1        |
| Neftçi Bakoe       | 1-5          | FK Inter Bakoe     | 0-3        | 1-2        |

## Halve finale
De heenwedstrijden werden op 27 april gespeeld, de terugwedstrijden worden op 5 en 6 mei gespeeld.
| Team 1          | Tot. | Team 2             | 1e wedstr. | 2e wedstr. |
| --------------- | ---- | ------------------ | ---------- | ---------- |
| Olimpik-Şüvəlan | -    | FK Khazar Lenkoran | 1-1        | -          |
| FK Bakoe        | -    | FK Inter Bakoe     | 0-1        | -          |

## Finale
De finale werd op 23 mei 2010 gespeeld in het Tofik Bakhramovstadion in Bakoe.
| Team 1             | Tot. | Team 2   | 1e wedstr. | 2e wedstr. |
| ------------------ | ---- | -------- | ---------- | ---------- |
| FK Khazar Lenkoran | -    | FK Bakoe | 1-2        | -          |

2009/10 · 
2015/16 ·